# Gran Premio di Monaco 1990
Il Gran Premio di Monaco 1990 è stata una gara di Formula 1 disputata il 27 maggio 1990 al circuito di Monaco. La gara è stata vinta da Ayrton Senna alla guida di una McLaren.

## Qualifiche
In questa gara non ci sono avvicendamenti in nessuna scuderia; le qualifiche vedono il dominio di Ayrton Senna, che conquista la pole position davanti all'arci-rivale Prost. Continua ad impressionare Alesi, che si qualifica in terza posizione sulla sua Tyrrell; dietro al francese si piazzano Patrese, Berger, Boutsen, Mansell, Martini, Pirro e Piquet.  In casa Ferrari, Prost e Mansell scelgono soluzioni differenti per il cambio, con il francese che decide di utilizzare per il weekend sei marce anziché le abituali (per il semiautomatico Ferrari) sette.

### Prequalifiche
Da notare il tempo segnato da Bruno Giacomelli con la Life, in quanto non lo avrebbe qualificato neppure per la concomitante gara di Formula 3.
| Pos                        | No | Pilota             | Costruttore             | Tempo    |
| -------------------------- | -- | ------------------ | ----------------------- | -------- |
| 1                          | 29 | Éric Bernard       | Larrousse - Lamborghini | 1:27.134 |
| 2                          | 30 | Aguri Suzuki       | Larrousse - Lamborghini | 1:27.548 |
| 3                          | 14 | Olivier Grouillard | Osella - Ford           | 1:27.938 |
| 4                          | 33 | Roberto Moreno     | EuroBrun - Judd         | 1:28.295 |
| Vetture non prequalificate |    |                    |                         |          |
| NPQ                        | 17 | Gabriele Tarquini  | AGS - Ford              | 1:28.677 |
| NPQ                        | 18 | Yannick Dalmas     | AGS - Ford              | 1:30.511 |
| NPQ                        | 34 | Claudio Langes     | EuroBrun - Judd         | 1:33.195 |
| NPQ                        | 31 | Bertrand Gachot    | Coloni - Subaru         | 1:39.295 |
| NPQ                        | 39 | Bruno Giacomelli   | Life                    | 1:41.187 |

### Qualifiche
| Pos                     | No | Pilota             | Costruttore             | Q1       | Q2       |
| ----------------------- | -- | ------------------ | ----------------------- | -------- | -------- |
| 1                       | 27 | Ayrton Senna       | McLaren-Honda           | 1:21.797 | 1:21.314 |
| 2                       | 1  | Alain Prost        | Ferrari                 | 1:23.449 | 1:21.776 |
| 3                       | 4  | Jean Alesi         | Tyrrell - Ford          | 1:23.372 | 1:21.801 |
| 4                       | 6  | Riccardo Patrese   | Williams - Renault      | 1:24.179 | 1:22.026 |
| 5                       | 28 | Gerhard Berger     | McLaren - Honda         | 1:23.001 | 1:22.682 |
| 6                       | 5  | Thierry Boutsen    | Williams - Renault      | 1:23.936 | 1:22.691 |
| 7                       | 2  | Nigel Mansell      | Ferrari                 | 1:24.433 | 1:22.733 |
| 8                       | 23 | Pierluigi Martini  | Minardi - Ford          | 1:24.012 | 1:23.149 |
| 9                       | 21 | Emanuele Pirro     | Scuderia Italia - Ford  | 1:24.766 | 1:23.494 |
| 10                      | 20 | Nelson Piquet      | Benetton - Ford         | 1:25.273 | 1:23.566 |
| 11                      | 12 | Martin Donnelly    | Lotus - Lamborghini     | 1:24.724 | 1:23.600 |
| 12                      | 22 | Andrea De Cesaris  | Scuderia Italia - Ford  | 1:25.849 | 1:23.613 |
| 13                      | 11 | Derek Warwick      | Lotus - Lamborghini     | 1:24.070 | 1:23.656 |
| 14                      | 8  | Stefano Modena     | Brabham - Judd          | 1:25.485 | 1:23.920 |
| 15                      | 30 | Aguri Suzuki       | Larrousse - Lamborghini | 1:27.193 | 1:24.023 |
| 16                      | 19 | Alessandro Nannini | Benetton - Ford         | 1:25.926 | 1:24.139 |
| 17                      | 25 | Nicola Larini      | Ligier - Ford           | 1:24.206 | 1:24.270 |
| 18                      | 26 | Philippe Alliot    | Ligier - Ford           | 1:25.387 | 1:24.294 |
| 19                      | 24 | Paolo Barilla      | Minardi - Ford          | 1:26.352 | 1:24.334 |
| 20                      | 35 | Gregor Foitek      | Onyx - Ford             | 1:26.183 | 1:24.367 |
| 21                      | 3  | Satoru Nakajima    | Tyrrell - Ford          | 1:25.679 | 1:24.371 |
| 22                      | 10 | Alex Caffi         | Arrows - Ford           | 1:26.520 | 1:25.000 |
| 23                      | 16 | Ivan Capelli       | Leyton House - Judd     | 1:26.969 | 1:25.020 |
| 24                      | 29 | Éric Bernard       | Larrousse - Lamborghini | 1:25.398 | 1:25.541 |
| 25                      | 7  | David Brabham      | Brabham - Judd          | 1:28.339 | 1:25.420 |
| 26                      | 36 | Jyrki Järvilehto   | Onyx - Ford             | 1:27.923 | 1:25.508 |
| Vetture non qualificate |    |                    |                         |          |          |
| NQ                      | 9  | Michele Alboreto   | Arrows - Ford           | 1:27.282 | 1:25.622 |
| NQ                      | 14 | Olivier Grouillard | Osella - Ford           | 1:25.785 | 1:26.781 |
| NQ                      | 15 | Maurício Gugelmin  | Leyton House - Judd     | 1:26.943 | 1:26.192 |
| NQ                      | 33 | Roberto Moreno     | EuroBrun - Judd         | 1:26.604 | 1:27.265 |

## Gara
Poco dopo la partenza, alla curva Mirabeau Haute Jean Alesi, con una manovra audace, supera Prost che d'istinto allarga; Berger non se ne avvede e tampona la Ferrari. Anche la Brabham di Modena subisce dei danni nella mischia e rimane ferma. Fuori combattimento anche Ivan Capelli, fermatosi per un guasto alla sua Leyton House poche centinaia di metri dopo il via. Il tracciato è bloccato e la gara deve essere sospesa. L'austriaco e il campione del mondo devono partire con il muletto; la vettura di riserva Ferrari è preparata per Mansell, e ha quindi il cambio a sette rapporti.  Al secondo via tutto si svolge regolarmente e Senna mantiene la testa della corsa davanti a Prost, Alesi, Berger, Patrese e Boutsen; Pirro è il primo a ritirarsi, quando il motore della sua Scuderia Italia cede già nel corso del primo giro. Mansell, scivolato in ottava posizione dopo la partenza, cerca di recuperare, superando Martini e portandosi alle spalle di Boutsen; tuttavia, il tentativo di sorpasso del ferrarista al pilota belga non ha successo e Mansell è costretto ad una sosta ai box per sostituire l'alettone anteriore.
In testa alla corsa, Senna conduce tranquillamente, soprattutto dopo il ritiro, dopo trenta giri, di Prost, la cui batteria esplode. Al 35º passaggio, Piquet esce di pista poco prima del tornante del Loews; per ripartire deve essere spinto dai commissari e questo gli costa la squalifica. Con Senna ancora stabilmente in testa e Alesi e Berger in lotta per la seconda posizione, si mette ancora in luce Mansell, che si porta al quarto posto dopo aver sopravanzato Warwick e Boutsen; tuttavia l'inglese si deve ritirare a quindici tornate dal termine, anch'egli per un problema alla batteria.  Gli inconvenienti delle batterie Ferrari, inusuali in Formula 1, furono probabilmente causati dall'eccessiva richiesta di corrente del cambio elettroidraulico, continuamente sollecitato a Montecarlo, specialmente nella versione a sette rapporti che anche Prost alla fine fu costretto a usare. Nelle ultime fasi di gara Senna rallenta, permettendo ad Alesi e Berger di avvicinarglisi; il brasiliano ottiene la sua terza vittoria in carriera a Monaco, precedendo Alesi, Berger, Boutsen, Caffi e Éric Bernard, ultimo dei piloti al traguardo, che si era portato in sesta posizione negli ultimi giri di gara dopo aver mandato a muro Foitek per superarlo, ottenendo i suoi primi punti in carriera.

### Classifica
| Pos          | No | Pilota             | Costruttore             | Giri | Tempo/Ritiro                | Partenza | Punti |
| ------------ | -- | ------------------ | ----------------------- | ---- | --------------------------- | -------- | ----- |
| 1            | 27 | Ayrton Senna       | McLaren - Honda         | 78   | 1:52:46.982                 | 1        | 9     |
| 2            | 4  | Jean Alesi         | Tyrrell - Ford          | 78   | +1.087                      | 3        | 6     |
| 3            | 28 | Gerhard Berger     | McLaren - Honda         | 78   | +2.073                      | 5        | 4     |
| 4            | 5  | Thierry Boutsen    | Williams - Renault      | 77   | +1 giro                     | 6        | 3     |
| 5            | 10 | Alex Caffi         | Arrows - Ford           | 76   | +2 giri                     | 22       | 2     |
| 6            | 29 | Éric Bernard       | Larrousse - Lamborghini | 76   | +2 giri                     | 24       | 1     |
| 7            | 35 | Gregor Foitek      | Onyx - Ford             | 72   | Collisione con E.Bernard    | 20       |       |
| Ritirato     | 11 | Derek Warwick      | Lotus - Lamborghini     | 66   | Testacoda                   | 13       |       |
| Ritirato     | 2  | Nigel Mansell      | Ferrari                 | 63   | Problemi alla batteria      | 7        |       |
| Ritirato     | 24 | Paolo Barilla      | Minardi - Ford          | 52   | Problemi al cambio          | 19       |       |
| Ritirato     | 36 | Jyrki Järvilehto   | Onyx - Ford             | 52   | Problemi al cambio          | 26       |       |
| Ritirato     | 26 | Philippe Alliot    | Ligier - Ford           | 47   | Problemi al cambio          | 18       |       |
| Ritirato     | 6  | Riccardo Patrese   | Williams - Renault      | 41   | Problemi alla distribuzione | 4        |       |
| Ritirato     | 22 | Andrea De Cesaris  | Scuderia Italia - Ford  | 38   | Rottura del motore          | 12       |       |
| Ritirato     | 3  | Satoru Nakajima    | Tyrrell - Ford          | 36   | Testacoda                   | 21       |       |
| Ritirato     | 1  | Alain Prost        | Ferrari                 | 30   | Problemi alla batteria      | 2        |       |
| Ritirato     | 19 | Alessandro Nannini | Benetton - Ford         | 20   | Problemi al cambio          | 16       |       |
| Ritirato     | 7  | David Brabham      | Brabham - Judd          | 16   | Problemi alla trasmissione  | 25       |       |
| Ritirato     | 16 | Ivan Capelli       | Leyton House - Judd     | 13   | Problemi ai freni           | 23       |       |
| Ritirato     | 25 | Nicola Larini      | Ligier - Ford           | 12   | Problemi al differenziale   | 17       |       |
| Ritirato     | 30 | Aguri Suzuki       | Larrousse - Lamborghini | 11   | Problemi allo sterzo        | 15       |       |
| Ritirato     | 23 | Pierluigi Martini  | Minardi - Ford          | 7    | Problemi elettrici          | 8        |       |
| Ritirato     | 12 | Martin Donnelly    | Lotus - Lamborghini     | 6    | Problema al cambio          | 11       |       |
| Ritirato     | 8  | Stefano Modena     | Brabham - Judd          | 3    | Problemi alla trasmissione  | 14       |       |
| Ritirato     | 21 | Emanuele Pirro     | Scuderia Italia - Ford  | 0    | Rottura del motore          | 9        |       |
| Squalificato | 20 | Nelson Piquet      | Benetton - Ford         | 34   |                             | 10       |       |
| NQ           | 9  | Michele Alboreto   | Arrows - Ford           |      |                             |          |       |
| NQ           | 14 | Olivier Grouillard | Osella - Ford           |      |                             |          |       |
| NQ           | 15 | Maurício Gugelmin  | Leyton House - Judd     |      |                             |          |       |
| NQ           | 33 | Roberto Moreno     | EuroBrun - Judd         |      |                             |          |       |
| NPQ          | 17 | Gabriele Tarquini  | AGS - Ford              |      |                             |          |       |
| NPQ          | 18 | Yannick Dalmas     | AGS - Ford              |      |                             |          |       |
| NPQ          | 34 | Claudio Langes     | EuroBrun - Judd         |      |                             |          |       |
| NPQ          | 31 | Bertrand Gachot    | Coloni - Subaru         |      |                             |          |       |
| NPQ          | 39 | Bruno Giacomelli   | Life                    |      |                             |          |       |

## Classifiche

### Piloti
| Pos. | Pilota             | Punti |
| ---- | ------------------ | ----- |
| 1    | Ayrton Senna       | 22    |
| 2    | Gerhard Berger     | 16    |
| 3    | Jean Alesi         | 13    |
| 4    | Alain Prost        | 12    |
| 5    | Riccardo Patrese   | 9     |
| 6    | Thierry Boutsen    | 9     |
| 7    | Nelson Piquet      | 6     |
| 8    | Alessandro Nannini | 4     |
| 9    | Nigel Mansell      | 3     |
| 10   | Stefano Modena     | 2     |
| 11   | Alex Caffi         | 2     |
| 12   | Satoru Nakajima    | 1     |
| 13   | Éric Bernard       | 1     |

### Costruttori
| Pos. | Team                    | Punti |
| ---- | ----------------------- | ----- |
| 1    | McLaren - Honda         | 38    |
| 2    | Williams - Renault      | 18    |
| 3    | Ferrari                 | 15    |
| 4    | Tyrrell - Ford          | 14    |
| 5    | Benetton - Ford         | 10    |
| 6    | Brabham - Judd          | 2     |
| 7    | Arrows - Ford           | 2     |
| 8    | Larrousse - Lamborghini | 1     |

## Fonti
- Salvo dove indicato diversamente, tutte le statistiche sono tratte da  The Official Formula 1 website, su formula1.com. URL consultato il 5 agosto 2007.